# Daldinia caldariorum
Daldinia caldariorum är en svampart som beskrevs av Henn. 1898. Daldinia caldariorum ingår i släktet Daldinia och familjen kolkärnsvampar.   Inga underarter finns listade i Catalogue of Life.